# Terpna almaria
Terpna almaria là một loài bướm đêm trong họ Geometridae.